# Skull Face
Skull Face è un personaggio della serie di videogiochi Metal Gear ideata da Hideo Kojima. È il principale antagonista in due capitoli canonici della saga, Metal Gear Solid V: Ground Zeroes e Metal Gear Solid V: The Phantom Pain. La sua biografia si ricollega inoltre agli eventi di Metal Gear Solid 3: Snake Eater.
All'uscita di Ground Zeroes gli appassionati della serie pensarono che – per via del volto sfigurato – egli potesse essere uno dei vecchi nemici di Big Boss creduti morti, come Vladimir Zadornov o Hot Coldman di Metal Gear Solid: Peace Walker, e prima dell'uscita di The Phantom Pain  si ipotizzò anche che fosse un alter ego del protagonista, tuttavia Skull Face si è poi rivelato un personaggio nuovo e a sé stante, benché legato al passato di Big Boss.

## Biografia
(Skull Face, citando Cioran, in The Phantom Pain)
Come narrato da Ocelot nella cassetta Obiettivo di Skull Face 5 di Metal Gear Solid V: The Phantom Pain (2015), Skull Face, di cui è ignoto il vero nome, è di origini ungheresi e ha vissuto da ragazzo nel nord della Transilvania. Dopo che l'Ungheria fu invasa dai sovietici, entrò nel mondo dello spionaggio come agente al loro servizio, covando in realtà l'intento di vendicare il suo popolo natio, difatti provocò segretamente la morte di importanti personalità dell'Unione Sovietica (Ocelot cita, in proposito, anche Stalin), poi disertò nel blocco occidentale ed entrò nel SAS, diventando col tempo vicecomandante di Zero, che lo mise a capo di un'unità speciale, di cui né Snake né The Boss e nemmeno la CIA erano a conoscenza: la XOF, per supportare nell'ombra la FOX con operazioni di ricognizione e "pulizia" ma anche per mettere una pezza ad eventuali errori di Naked Snake.
Nella cassetta Obiettivo di Skull Face 4, lo scienziato Code Talker rivela che la lingua madre di Skull Face è il dialetto Székelys, ma che lo stesso Skull Face non può più parlarla dato che è stato infettato da innumerevoli ceppi dei "parassiti delle corde vocali" durante gli esperimenti, anche se il suo obiettivo finale è di eliminare la lingua inglese per ridare dignità alle culture minoritarie del mondo; da ciò la sua iniziale sintonia con Code Talker (un navajo, come Quiet) che però in seguito ne disapprova i metodi e continua a collaborare solo perché ricattato. Per creare il "parassita finale" che occorre al suo piano, Skull Face conduce raccapriccianti esperimenti umani in Africa, mostrando una parvenza di compassione solo in una scena in cui, sparando a un poveretto utilizzato come cavia, ch'era ormai in fin di vita, dice "Accolgo su di me la tua disgrazia e il tuo dolore" e s'inchina togliendosi il cappello che indossa sempre. Il corpo di Skull Face, come quello di Code Talker, ospita milioni di parassiti che gli permettono di vivere in buona salute, nonostante il deterioramento che il suo corpo ha già subito, e di sopravvivere anche in caso di gravissime ferite.
Già in Metal Gear Solid V: Ground Zeroes (2014) Skull Face spiega – nella Registrazione dell'agente – che la sua lingua originaria gli è stata "strappata" dalle truppe che incendiarono il suo villaggio, sfigurando così il suo volto, ridotto a un teschio per via delle ustioni, e che da allora fu costretto a parlare le lingue dominanti. Benché nel finale di Ground Zeroes sia chiaro che egli vuole eliminare Zero (spesso chiamato "Cipher", come l'organizzazione di cui è a capo), nella prima parte di The Phantom Pain Skull Face viene identificato, dall'entourage di Snake, proprio con Zero, e solo nel corso del gioco, specialmente con le Registrazioni verità, viene chiarito che Zero non voleva uccidere Big Boss né aveva ordinato la distruzione della Mother Base ai Caraibi, ma che tali iniziative erano nate dalla volontà di vendetta di Skull Face verso il mondo patrocinato da Zero, un mondo orwelliano privo di differenze culturali, di cui Big Boss è considerato alla stregua di un ingranaggio. Dopo aver assunto il controllo dell'organizzazione a cui faceva capo Zero, approfittando delle cattive condizioni di salute di quest'ultimo, peggiorate in seguito a un attacco biologico ordito contro di lui proprio da Skull Face, questi utilizza Huey Emmerich per costruire l'arma bipede "Sahelanthropus" e le ricerche di Code Talker per sviluppare svariate armi biologiche – oltre che armi atomiche, che tuttavia sa come rendere inoffensive – avvalendosi anche dell'Uomo di fuoco e del "Terzo ragazzo", i quali, canalizzando la rabbia di Skull Face, tentano a più riprese di eliminare Snake.
Quando il suo piano fallisce, benché fosse ormai riuscito a sviluppare il "parassita finale", egli chiede agonizzante a Snake di dargli il colpo di grazia, ma lui, lasciandosi guidare il braccio da Miller, che ha un'insaziabile sete di vendetta per la Mother Base distrutta ai Caraibi, gli spara agli arti, facendolo agonizzare ancor più. Mentre i due si allontanano, Skull Face supplica allora Huey, che si è avvicinato, di finirlo, e quest'ultimo lo accontenta con una pallottola alla testa.